# Marcel Sroczyk
Marcel Sroczyk (ur. 17 maja 1998) – polski piłkarz ręczny, lewoskrzydłowy, zawodnik Zagłębia Lubin.
Wychowanek Zagłębia Lubin. W 2017 został wypożyczony do AZS-u Uniwersytetu Zielonogórskiego. W sezonie 2017/2018 rozegrał w I lidze 15 meczów i zdobył 51 goli. W lutym 2018 wrócił do Zagłębia w miejsce Jana Czuwary, który odszedł do Górnika Zabrze. W Superlidze zadebiutował 11 lutego 2018 w wygranym spotkaniu z Piotrkowianinem Piotrków Trybunalski (28:23), w którym rzucił bramkę. Sezon 2017/2018 zakończył z ośmioma występami i 21 golami w Superlidze na koncie. W sezonie 2018/2019 rozegrał 31 meczów i rzucił 96 bramek.
W 2018 zadebiutował w reprezentacji Polski B w wygranym meczu z Czechami B (35:24), w którym zdobył trzy gole. Kolejne występy w kadrze B zaliczył w 2019.
Od sezonu 2022/2023 zawodnik Orlen Wisła Płock.W tym sezonie zdobył 75 bramek w 19 meczach Orlen superligii.

## Statystyki
| AZS Uniwersytet Zielonogórski   | 2017/2018 | I liga    | 15 | 51  | 3,4 |
|                                 |           |           |    |     |     |
| Zagłębie Lubin                  | 2017/2018 | Superliga | 8  | 21  | 2,6 |
| Zagłębie Lubin                  | 2018/2019 | Superliga | 31 | 96  | 3,1 |
| Zagłębie Lubin                  | Razem     | Razem     | 39 | 117 | 3   |
| Stan na koniec sezonu 2018/2019 |           |           |    |     |     |